# Lola Morote Chapa
María Dolores Morotte Chapa (1896-1986),conocida como Lola Morotte Chapa, fue una pintora y ceramista española.  

## Trayectoria
Nació en el seno de una familia culta e ilustrada. Su padre fue el doctor Francisco Morote y Graves, que tuvo un papel muy importante en el ámbito educativo de Valencia.Su abuelo Aureliano Morote y Perales llegó a ser magistrado. Tuvo 5 hermanos: Carmen, Concepción, Francisco, Vicente y José.
Desde muy joven, a los 14 años comenzó a estudiar en La Academia de Bellas Artes de Valencia de San Carlos junto con su hermana Concepción y ambas tenían a Luis Soria como tutor. Más tarde, se licenció en pintura. Allí recibió clases de cerámica y dibujo destacando por su destreza. En dicha clase también estudiaban Rosario Soria, Marina Orts, Emilia Contel, Amelia Cuñat y Maria Llardó. En 1914 le dan el premio de la Clase de Cerámica. Permaneció en esa institución varios años, seguramente hasta 1920.
En diciembre de 1932 participó en una exposición de pintura, escultura y arte decorativo celebrada en la Federación regional de Estudiantes católicos. El año siguiente concurre a la muestra de la exposición de arte de la Jovensa femenina,el 2 de junio de 1933 en Lo Rat-Penat con un bodegón de naranjas y limones, muy luminoso.
Fue profesora y directora de la Escola de Ceramica de Manises y en el Círculo Obrero Católico, después de la Guerra Civil (1936/39), dio clases en Escoles de Cerámica del carrer La Pau i Montoliver (Valencia).
Su trabajo se centra en la pintura de platos y panel de azulejos.